# 新村鋭男
新村 鋭男（しんむら としお、1936年（昭和11年）8月8日 - 2024年11月22日）は、平成29年3月に株式会社モリタホールディングスの相談役退任。過去には山一證券副社長、山一情報システム社長を歴任した。

## 来歴
- 1936年（昭和11年）8月8日 - 静岡県浜松市に生まれる[4]。
- 1955年（昭和30年）3月 - 早稲田大学高等学院を卒業[5]。（同級生に河野洋平がいた[5]。）
- 1959年（昭和34年）3月 - 早稲田大学政治経済学部を卒業[4]。
- 1959年（昭和34年）4月 - 山一證券に入社[4]。
- 1990年（平成2年）5月 - 山一證券代表取締役副社長に就任[3]。
- 1991年（平成3年）5月 - 山一情報システム社長に就任[3]。
- 1997年（平成9年）2月 - 山一證券破綻。山一情報システムを母体として日本フィッツ（現CSKシステムズ）を設立。同社の代表取締役社長に就任。
- 1998年（平成10年）5月 - モリタ（現モリタホールディングス）顧問に就任[6]。
- 1998年（平成10年）6月 - モリタ取締役に就任。
- 1999年（平成11年）6月 - モリタ代表取締役社長に就任[6]。
- 2002年（平成14年）7月 - モリタ代表取締役会長兼社長に就任。
- 2003年（平成15年）10月 - モリタエコノス代表取締役会長に就任。
- 2004年（平成16年）6月 - モリタテクノス代表取締役会長に就任。
- 2006年（平成18年）6月29日 - モリタ代表取締役会長に就任。
- 2015年（平成27年）6月26日 - モリタホールディングス相談役に就任[6]。
- 2024年（令和6年）11月22日 - 病気のため死去。88歳没[1]。

## テレビ出演
- 日経スペシャル カンブリア宮殿 社員が激変する企業改革術！ 名門企業の慢心に逆襲（2011年2月10日、テレビ東京）[7]